# Grote Prijs van Vinnytsja
De Grote Prijs van Vinnytsja (Oekraïens: Гран-При Вінниця) is een voormalige wielerwedstrijd die van 2008 tot en met 2016 jaarlijks werd verreden in Oekraïne. Vanaf 2009 maakte de wedstrijd deel uit van de UCI Europe Tour, in de categorie 1.2. Tot en met 2013 stond de wedstrijd bekend als de Grote Prijs van Donetsk, maar vanaf 2015 kreeg het de naam Grote Prijs van Vinnytsja.

## Lijst van winnaars

### Overwinningen per land
| Overwinningen | Land                          |
| ------------- | ----------------------------- |
| 5             | Oekraïne                      |
| 1             | Estland, Rusland, Wit-Rusland |